# Diên Thạnh
Diên Thạnh là một xã thuộc huyện Diên Khánh, tỉnh Khánh Hòa, Việt Nam.
Xã Diên Thạnh có diện tích 3,34 km², dân số năm 1999 là 5.178 người, mật độ dân số đạt 1.550 người/km².